# چشمان مار: منشأ جی.آی. جو
چشمان مار: منشأ جی.آی. جو (به انگلیسی: Snake Eyes: G.I. Joe Origins) یا به اختصار چشمان مار یک فیلم ابرقهرمانی آمریکایی به کارگردانی روبرت شونتکه است. این اثر سینمایی سومین قسمت از سری فیلم‌های جی. آی. جو است که در تیر ۱۴۰۰ (ژوئیه ۲۰۲۱) منتشر شد.
فیلم چشمان مار، اولین قسمت فرعی از مجموعه فیلم‌های جی.آی. جو است و براساس شخصیت اسنیک آیز ساخته شده است

## داستان
یک پسر بچه پس از به قتل رسیدن پدرش یتیم می‌شود. او سال‌ها بعد به یک مبارز هنرهای رزمی سرشناس تبدیل شده و تصمیم می‌گیرد انتقام خون پدرش را بگیرد و…

## بازیگران
- هنری گلدینگ در نقش چشمان مار (اسنیک آیز)
- اندرو کوجی[۵] در نقش تامی‌سابورو «تامی» آراشکاگه / سایه طوفان (استورم شدو)
- اورسولا کوربرو در نقش آنا دکوبری / بارونس
- سامارا ویوینگ[۶][۷] در نقش سرگرد اوهارا / اسکارلت
- هاروکا آبه[۸] در نقش آکیکو
- تاکه‌هیرو هیرا در نقش کنتا تاکامورا
- ایکو اویس در نقش استاد سخت
- پیتر منسا در نقش استاد نابینا
- اری ایشیدا در نقش سن
- استیون آلریک[۹] در نقش پدر چشمان مار (اسنیک آیز)
- ساموئل فینتسی در نقش آقای آگوستین
- جیمز هیرویکی لیائو در نقش یاسوکو
- موجو راولی در نقش مبارز مشت‌زن خیابانی

## فیلمبرداری
فیلمبرداری از ۱۵ اکتبر ۲۰۱۹ در ونکوور آغاز شد و انتظار می‌رفت که تا ۹ دسامبر ادامه یابد. فیلمبرداری در ژانویه سال ۲۰۲۰ به ژاپن منتقل شد. و سرانجام فیلمبرداری در تاریخ ۲۶ فوریه ۲۰۲۰ تمام شد.

## اکران
این فیلم قرار بود در ۲۳ اکتبر سال ۲۰۲۰ در سینماها اکران شود. ولی به دلیل دنیاگیری کووید-۱۹ اکران فیلم یک سال به عقب افتاد و در تاریخ ۲۳ ژوئیه ۲۰۲۱ منتشر شد.